# Brixia pilosa
Brixia pilosa är en insektsart som beskrevs av Williams 1975. Brixia pilosa ingår i släktet Brixia och familjen kilstritar. Inga underarter finns listade i Catalogue of Life.